# Patrick Russell (Herpetologe)

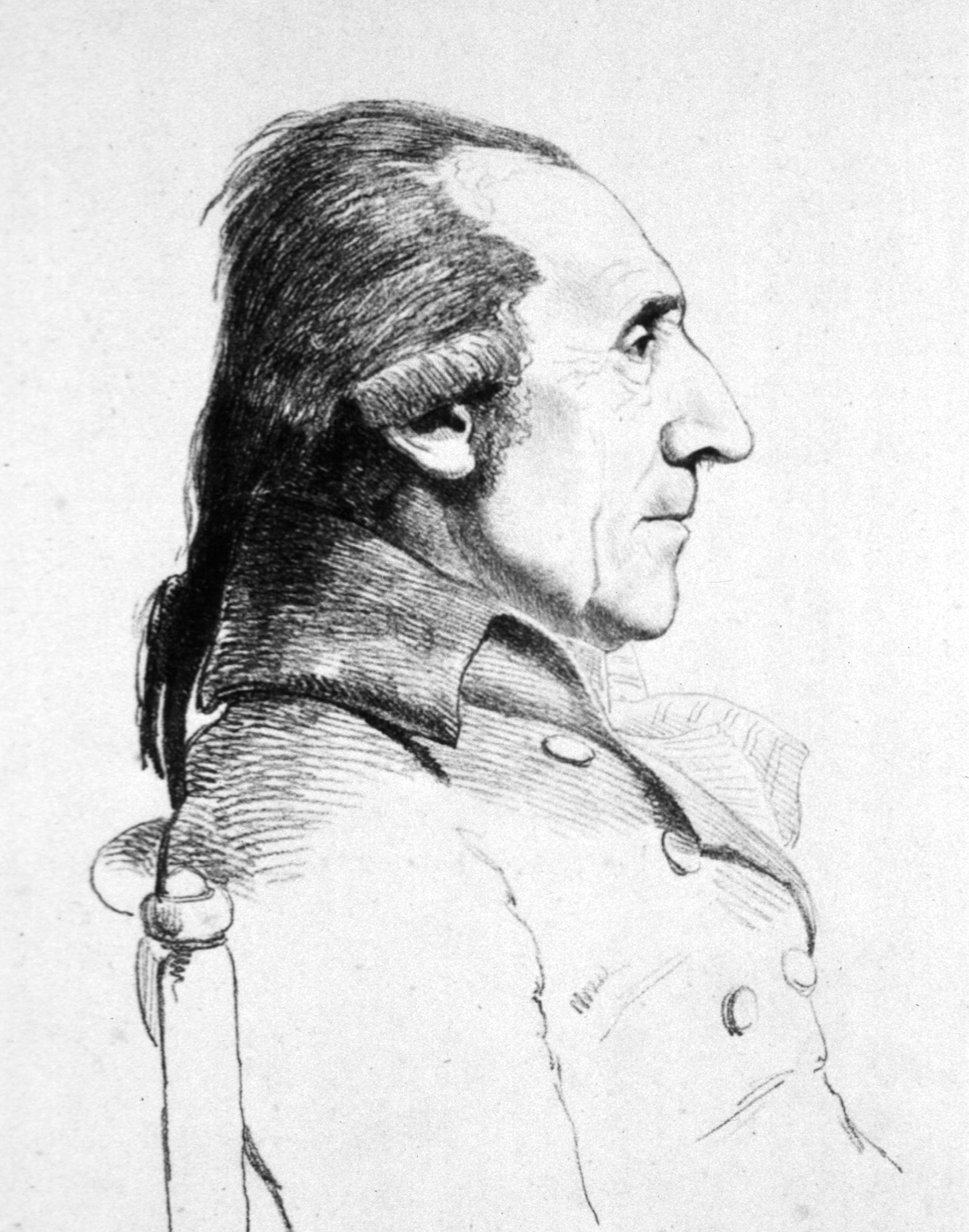
Patrick Russell

Patrick Russell (* 6. Februar 1727 in Edinburgh; † 2. Juli 1805 in London) war ein schottisch-britischer Chirurg und Herpetologe, der ein Pionier in der Erforschung indischer Schlangen war.

## Leben und Wirken
Russell war der fünfte Sohn des Edinburgher Anwalts John Russell und dessen dritter Frau Mary Anderson.
Sein Halbbruder Alexander Russell (1714–1768) war ebenfalls Arzt und Naturforscher, der mit The natural history of Aleppo (1756) eine Naturgeschichte von Aleppo verfasste und dort als Arzt der Levant Company wirkte.
Russell studierte in Edinburgh Medizin, wurde 1750 promoviert und schloss sich seinem Halbbruder Alexander in Aleppo an. Als dieser 1753 nach England zurückkehrte, nahm er dessen Position in Aleppo ein. Er berichtete seinem Bruder über Pestepidemien in Aleppo (und über Vorläufer von Pockenschutzimpfung in Arabien). Er verfasste naturgeschichtliche Mitteilungen, die sein Halbbruder (der Fellow der Royal Society war) der Royal Society vorlegte. Nach dem Tod seines Halbbruders gab er eine Neuausgabe von dessen Naturgeschichte von Aleppo heraus (1794).
1771 kehrte er nach England zurück und wurde Arzt in London. Dort knüpfte er Verbindungen zu Mitgliedern der Royal Society. 1781 zog er auf Wunsch der Familie nach Indien, um seinen jüngeren Bruder Claud zu unterstützen, der bei der East India Company in der Provinz Madras arbeitete, aber kränklich war. Gleichzeitig begann er die Natur Indiens (in der Umgebung von Madras, der Karnatik) zu erforschen. 1785 bot die East India Company ihm den Posten eines Botanikers und Naturforschers der Gesellschaft für die Karnatik an, nachdem sein Vorgänger John Koenig gestorben war. 1791 kehrte er nach England zurück. Sein Nachfolger in Madras wurde William Roxburgh.
In Indien sammelte er Pflanzen (sein Herbarium umfasste 900 Exemplare) und befasste sich mit Schlangen, in erster Linie zur Identifizierung von Giftschlangen. Er unternahm auch Experimente, um Gegenmittel gegen Schlangenbisse zu testen. Ab 1796 veröffentlichte er eine Monographie über indische Schlangen, mit selbst gefertigten Zeichnungen. Ein Teil seiner Sammlung ging in das Museum von Madras, eine große Sammlung von Schlangenhäuten an das Natural History Museum in London.

## Ehrungen
Am 27. November 1777 wurde Russell als Mitglied („Fellow“) in die Royal Society gewählt.
Die Kettenviper (Daboia russelii) wurde ihm zu Ehren benannt.

## Schriften (Auswahl)
Bücher
- A treatise of the plague: containing an historical journal, and medical account, of the plague, at Aleppo, in the years 1760, 1761, and 1762. London 1791 (Digitalisat).
- The natural history of Aleppo. Containing a description of the city, and the principal natural productions in its neighbourhood. Together with an account of the climate, inhabitants, and diseases, particularly of the plague. 2. Auflage. 2 Bände, London 1794 (Band 1, Band 2).
  - Naturgeschichte von Aleppo, enthaltend eine Beschreibung der Stadt, und der vornehmsten Naturerzeugnisse in ihrer Nachbarschaft, zugleich mit einer Nachricht von dem Himmelsstriche, den Einwohnern, und ihren Krankheiten, insbesondere der Pest. 2 Bände, Göttingen 1897–1898 (Band 1, Teil 1, Band 1, Teil 2, Band 2) – übersetzt von Johann Friedrich Gmelin.
- An account of Indian serpents, collected on the coast of Coromandel; containing descriptions and drawings of each species, together with experiments and remarks on their several poisons. 2 Bände, London 1796–1809 (Band 1, Band 2).
- Descriptions and figures of two hundred fishes; collected at Vizagapatam on the coast of Coromandel. 2 Bände, London 1803 (Band 1, Band 2).

Zeitschriftenbeiträge
- An account of inoculation in Arabia. In: Philosophical Transactions. Band 58, 1768, S. 140–150 (doi:10.1098/rstl.1768.0020, JSTOR:105768).
- Observations on the orifices found in certain poisonous snakes, situated between the nostril and the eye. In: Philosophical Transactions. Band 94, 1804, S. 70–76 (doi:10.1098/rstl.1804.0008, JSTOR:107140).
- Remarks on the voluntary expansion of the skin of the neck, in the cobra de capello or booded snake of the East Indies. In: Philosophical Transactions. Band 94, 1804, S. 346–352 (doi:10.1098/rstl.1804.0015, JSTOR:107149).

Sonstige
- Preface. In: William Roxburgh: Plants of the coast of Coromandel […]. Band 1, London 1795, S. I–V (Digitalisat).